# Daniel Riot
Daniel Riot, né le 16 avril 1946 à La Prétière (Doubs) et décédé le 28 février 2009 à Strasbourg des suites d'un cancer, est un journaliste français, spécialisé sur l'Union européenne.
De 1968 à 1993, il est chef du service politique, puis éditorialiste et rédacteur en chef adjoint du quotidien Les Dernières Nouvelles d'Alsace (DNA).
En 1994, il est appelé par Jean-Pierre Elkabbach à France Télévisions, pour devenir le directeur de la rédaction européenne de France 3. Il est notamment le créateur et le producteur de l’émission Europeos.
En 2006, Daniel Riot quitte la rédaction européenne de France 3 et crée un blog, Relatio.fr, L’Europe en revue qui en mai 2008 se transforme en un webjournal européen.

## Biographie et formation
Né à La Prétière (« dans une ferme », aime-t-il préciser), Daniel Riot grandit et passe son enfance à Voujeaucourt, dans le Doubs.
C’est à Montbéliard qu’il obtient son bac philosophie en 1966.
Attiré et passionné par le métier du journalisme et par les questions européennes, il choisit de poursuivre ses études à l'université de Strasbourg où il  obtient une licence de lettres avec mention « journalisme » au Centre universitaire d'enseignement du journalisme.
Stagiaire aux Dernières Nouvelles d'Alsace, il poursuit des études de sociologie, d’histoire contemporaine et d’économie politique.

## Œuvre
- 1989 : Pierre Pflimlin - Itinéraires d’un Européen, (en collaboration avec Jean-Louis English, éditions La Nuée Bleue)
- 1991 : André Wenger, tendre croqueur, (éditions Koufra)
- 2000 : 112 Les pompiers. Pour une Europe de la sécurité civile, (éditions REP)
- 2002 : Ben Laden n’est pas dans l’ascenseur, avec Driss Ajbali (éditions Desmaret)
- 2008 : L’Europe cette emmerdeuse[3], avec Sandrine Kauffer, préfaces de André Glucksmann et de Bernard-Henri Lévy, (éditions La City, 9 mai 2008).